# Limopsis pelagica
Limopsis pelagica är en musselart som beskrevs av E. A. Smith 1885. Limopsis pelagica ingår i släktet Limopsis och familjen Limopsidae. Inga underarter finns listade i Catalogue of Life.